# Gyrtona scotioides
Gyrtona scotioides är en fjärilsart som beskrevs av Louis Beethoven Prout 1926. Gyrtona scotioides ingår i släktet Gyrtona och familjen nattflyn. Inga underarter finns listade i Catalogue of Life.